# Eberhard Schmidt (Politikwissenschaftler)
Eberhard Schmidt (* 26. Juni 1939 in Berlin) ist ein deutscher Politikwissenschaftler. Er war von 1974 bis 2004 Professor für Politikwissenschaften an der Carl von Ossietzky Universität Oldenburg.

## Leben und Wirken
Eberhard Schmidt wurde als Sohn des Diplom-Kaufmanns Erich Schmidt und dessen Frau Gerda, geb. Buller, in Berlin geboren. Von 1945 bis 1953 besuchte er dort die Volksschule und die Oberschule. Nach dem Abitur am Ernst-Moritz-Arndt-Gymnasium in Bonn im März 1958 studierte Schmidt von 1958 bis 1963 Germanistik, Geschichte und Philosophie an den Universitäten Bonn und Tübingen sowie ab 1963 Wissenschaftliche Politik, Soziologie und Philosophie an den Universitäten Frankfurt am Main und Marburg. Im Juli 1969 wurde er in Marburg bei Wolfgang Abendroth mit einer Arbeit über Die Bemühungen der Gewerkschaften um eine Neuordnung der Wirtschaftsverfassung in den westlichen Besatzungszonen der Bundesrepublik Deutschland von 1945–1952 promoviert (Mitberichterstatter waren Ernst-Otto Czempiel und Werner Hofmann). 1973 erhielt Schmidt eine Professur für Geschichte der Arbeiterbewegung an der Universität Marburg. 1974 wurde er als Professor für Politikwissenschaft an die neugegründete Universität Oldenburg berufen, wo er bis zu seiner Emeritierung 2004 lehrte und forschte. Seine Hauptarbeitsgebiete waren Parteien, Gewerkschaften und Umweltpolitik.
Im Jahr 2000 war er Gastprofessor an der Fudan-Universität Shanghai.
Noch während seines Studiums war er als Pressereferent beim Vorstand der IG Metall tätig (1966–1970). Danach wurde er Pressesprecher und stellvertretender Bundesvorsitzender der Jungsozialisten in Bonn (1970–1973). Politisch engagierte sich Schmidt auch im Sozialistischen Büro Offenbach und in verschiedenen Alternativprojekten in Oldenburg und Bremen.
Er lebt mit seiner Frau und zwei Kindern in Bremen.
Schmidt war von 1985 bis 2020 Vertrauensdozent der Hans-Böckler-Stiftung und Koordinator des Hattinger Kreises, der sich von 1990 bis 2010 in Workshops und Foren mit Problemen der Modernisierung der Gewerkschaften beschäftigte. 1985–1994 war er Vorsitzender der Vereinigung für ökologische Wirtschaftsforschung (VÖW), 1990–2000 Gründungsmitglied des Forschungsnetzwerks IRENE (Industrial Relations and the Environment Europe), 1999–2007 Mitglied der 4. und 5. Niedersächsischen Regierungskommission, 1999–2007 Vorsitzender des Umweltausschusses des DGB Niedersachsen-Bremen-Sachsen-Anhalt, 1999–2004 stellvertretender Vorsitzender der Niedersächsischen Umweltstiftung.

## Schriften

### Als Autor
Aufsätze
- Arbeiterbewegung. In: Roland Roth, Dieter Rucht (Hrsg.): Die sozialen Bewegungen in Deutschland. Handbuch der Sozialen Bewegungen seit 1945. Ein Handbuch. Campus-Verlag, Frankfurt am Main 2008, ISBN 978-3-593-38372-9, S. 157–186.
- Verantwortung für das gewerkschaftliche Ganze. Zum Verhältnis von Bund und Einzelgewerkschaften in der Organisationsgeschichte der deutschen Gewerkschaftsbewegung. In: DGB Bundesvorstand (Hrsg.): diskurs. Dezember 2015, S. 3–48.

Sachbücher
- Die verhinderte Neuordnung 1945–1952. Zur Auseinandersetzung um die Demokratisierung der Wirtschaft in den westlichen Besatzungszonen und in der Bundesrepublik Deutschland. Europ. Verl.-Anst., Frankfurt am Main 1970, ISBN 3-434-10019-9 (Zugl.: Marburg, Univ., Diss., 1969 u.d.T.: Die Bemühungen der Gewerkschaften um eine Neuordnung der Wirtschaftsverfassung in den westlichen Besatzungszonen der Bundesrepublik Deutschland von 1945–1952).
- Ordnungsfaktor oder Gegenmacht. Die politische Rolle der Gewerkschaften. Suhrkamp, Frankfurt am Main 1987, ISBN 3-518-10487-5. (EA Frankfurt am Main 1971)
- mit Eckart Hildebrandt: Umweltschutz und Arbeitsbeziehungen in Europa. Eine vergleichende Zehn-Länder-Studie. Edition Sigma, Berlin 1994, ISBN 3-89404-135-8.
- mit Sabine Spelthahn: Umweltpolitik in der Defensive – Umweltschutz trotz ökonomischer Krise.Fischer-Taschenbuch-Verlag, Frankfurt am Main 1994, ISBN 3-596-12264-3.
- mit Ulrich Mückenberger und Rainer Zoll: Die Modernisierung der Gewerkschaften in Europa. Verlag Westfälisches Dampfboot, Münster 1996, ISBN 3-929586-67-3.
- mit Eckart Hildebrandt: Arbeitnehmerbeteiligung am Umweltschutz. Die ökologische Erweiterung der industriellen Beziehungen in der Europäischen Union. Edition Sigma, Berlin 1999, ISBN 3-89404-191-9.
- mit Eckart Hildebrandt und Borge Lorentzen: Towards a sustainable worklife. Building social capacity – European Approaches. Edition Sigma, Berlin 2001, ISBN 3-89404-891-3.
- mit Frank Gerlach, Thomas Greven und Ulrich Mückenberger: Solidarität über Grenzen. Gewerkschaften vor neuer Standortkonkurrenz. Edition Sigma, Berlin 2011, ISBN 978-3-8360-8724-7.

Belletristik
- Visita a un vecchio poeta. In: Anna Dolfi, Gianni Venturi: Ritorno al „Giardino“. Un giornata di studi per Giorgio Bassani, Firenze, 26 marzo 2003. Bulzoni, Rom 2006, ISBN 88-7870-168-8, S. 241–245.
- Liebe und Tod in Colombo. Roman. Schardt Verlag, Oldenburg 2011, ISBN 978-3-89841-600-9.[1]
- Die alten Damen und das große Beben. Roman. Kindle-Edition 2013.
- Vom Palast des Diokletian zu den Säulen des Herkules. Eine Reise entlang der Küsten des Mittelmeers. Kindle-Edition, 2013. (Privatdruck)
- "Paris gehört uns!" Als in der Ville Lumière die Lichter erloschen. Roman, epubli-Verlag, 2023, ISBN 978-3-7584-1586-9 (E-Book).

Biographie
- Giorgio Bassani: Erinnerungen des Herzens (Piper, Band 938). Piper, München 1991, ISBN 3-492-10938-1.
- Kurt von Plettenberg. Im Kreis der Verschwörer um Stauffenberg. Ein Lebensweg. Herbig, München 2014, ISBN 978-3-7766-2735-0.
- The Hitler Conspirator. The Story of Kurt Freiherr von Plettenberg and Stauffenberg's Valkyrie Plot to Kill the Führer, Barnsley., S.Yorkshire: 2016 / 2021 Frontline Books (pen & sword), ISBN 978 1 39901 321 5
- Wohin in dieser Welt? Der Maler Franz Radziwill. Mitteldeutscher Verlag, Halle (Saale) 2019, ISBN 978-3-96311-174-7.
- Kurt Harald Isenstein. "Dort, wo ich wirken kann, ist meine Heimat". Bildhauer, Kunstpädagoge, Zeichner. Hentrich&Hentrich, Berlin/Leipzig 2021. ISBN 978-3-95565-447-4

### Als Herausgeber
- Kritisches Gewerkschaftsjahrbuch. Jg. 1972–1988.
- mit Rainer Erd, Rainer Fabian und Eva Kocher: Passion Arbeitsrecht. Erfahrungen einer unruhigen Generation. Liber amicorum Thomas Blanke. Nomos VG, Baden-Baden 2009, ISBN 978-3-8329-3776-8.